# ريادة الأعمال الداخلية
ريادة الأعمال الداخلية هو التصرف كرائد أعمال أثناء العمل داخل منظمة ضخمة. وتُعرف ريادة الأعمال الداخلية بأنها ممارسة أسلوب إدارة الشركات الذي يدمج نهج المجازفة والابتكار، بالإضافة إلى تقنيات المكافأة والتحفيز، التي يُعتقد أنها تقليدية باعتبارها في اقليم ريادة الأعمال.

## تعريف
عرّف جيفورد بينشوت الثالث رواد الأعمال الداخليين بأنهم «الحالمون الذين يحققون. أولئك الذين يتحملون مسؤولية خلق الابتكار من أي نوع داخل المنظمة». في عام 1992، اعترف قاموس التراث الأمريكي بشعبية استخدام الكلمة جديدة، رائد الأعمال الداخلي، وتعني «تحمل الشخص المسؤولية المباشرة بداخل الشركة لتحويل الفكرة إلى منتج نهائي مربح من خلال المخاطرة الحازمة والابتكار».  يعرّف Dictionary.com رائد الأعمال الداخلي بأنه «موظف في شركة كبيرة يتم منحه الحرية والدعم المالي لإنشاء منتجات وخدمات وأنظمة جديدة، وما إلى ذلك، ولا يتعين عليه اتباع إجراءات أو بروتوكولات الشركة المعتادة.» في عام 2014 يذهب Koch إلى أبعد من ذلك، مدعيا أن رواد الأعمال الداخليين هم «السلاح السري» لعالم الأعمال. استنادًا إلى هذه التعريفات، يعتبر كونك رائدًا داخليًا مفيدًا لكل المنظمين الداخليين والمنظمات الكبيرة. تدعم الشركات الرئدون الداخليين من خلال التمويل وحرية الحصول على موارد الشركات، في حين يخلق المنظم الداخلي الابتكار للشركات.
لا ينبغي الخلط بين رئادة الأعمال الداخلية وبين «المقاول الداخلي»، فإنه شخص يهدف إلى تحقيق المكاسب الشخصية أكثر من الاقتصادية عند إنشاء الأعمال التجارية. أما بالنسبة إلى الدافع الأساسي لرائد الأعمال، فهو الحاجة إلى تنفيذ رؤيته إلى شيء يحتاجه العالم وهذا وشيء يتماشى مع قيمه.

## التاريخ
أول استخدام مكتوب لمصطلحات «رائد الأعمال الداخلي» و «ريادة الأعمال الداخلية» يعود إلى كتاب الورقة البيضاء 1978، ريادة الأعمال داخل الشركات، من قبل جيفورد بينشوت الثالث وإليزابيث بينشوت. في وقت لاحق، عزا نورمان ماكري، الذي قرأ الكتاب الورقة البيضاء، والذي نسبه إلى جيفورد بينكوت الثالث في عدد 17 أبريل 1982 من مجلة الإيكونوميست. تم نشر أول دراسة حالة أكاديمية رسمية حول ريادة الأعمال في الشركات أو في ريادة الأعمال الداخلية في يونيو 1982، كرسالة ماجستير في الإدارة، من قبل هوارد إدوارد هالر، حول إنشاء PR1ME Leasing داخل PR1ME Leasing داخل شركة PR1ME Computer Inc. (من 1977 إلى 1981). تم نشر هذا البحث الأكاديمي لاحقًا كدراسة حالة من قبل VDM Verlag كنجاح لرياة الأعمال الداخلية: مثال رئيسي . تضمن قاموس التراث الأمريكي للغة الإنجليزية مصطلح «رائد الأعمال الداخلي» في طبعته الثالثة لعام 1992،  مع Pinchot كمنشئ لهذا المفهوم. تم استخدام مصطلح «ريادة الأعمال الداخلية» في وسائل الإعلام الشعبية لأول مرة في فبراير 1985 بواسطة مقالة مجلة TIME «هاهم رواد الأعمال الداخليين»  ثم في نفس العام في منشور مشهورآخر كان في اقتباس من Steve Jobs ، رئيس Apple Computer ، في مقابلة في مقال مجلة نيوزويك في سبتمبر 1985،  الذي اقتبس منه قوله، «كان فريق ماكنتوش هو ما يُعرف عمومًا برئدة أعمال داخلية؛ قبل بضع سنوات فقط من صياغة المصطلح — مجموعة من الناس يعودونالعودة إلى ولكن في الحقيقة إلى شركة ضخمة».

## الموظف الريادي الداخلي
«تشير ريادة الأعمال الداخلية إلى مبادرة الموظفين في الشركات للقيام بشيء جديد، دون أن يُطلب منهم بذلك.»  ومن ثم، يركز رائد الأعمال الداخلي على الابتكار والإبداع، ويحول فكرته إلى مشروع مثمر اثناء عمله داخل البيئة التنظيمية. وبالتالي، فإن رائد الأعمال الداخلي يكمنون في داخل رواد الأعمال الذين يتبعون هدف المنظمة. فرائد الأعمال الداخلي هو مثال على التحفيز من خلال تصميم الوظائف، سواء بشكل رسمي أو غير رسمي. (انظر أيضًا إلى ريادة الأعمال الاجتماعية للشركات: توجه ريادة الأعمال الداخليه الشركة لإنتاج رأس المال الاجتماعي بالإضافة إلى رأس المال الاقتصادي.) يتم تشجيع الموظفين، مثل المسوقين التنفيذيين  أو ربما أولئك الذين يشاركون في مشروع خاص داخل شركة أكبر، على التصرف كرواد أعمال، على الرغم من امتلاكهم لموارد وقدرات وأمن الشركة للاستفادة منها.و إن التقاط القليل من الطبيعة الديناميكية لإدارة تنظيم المشاريع (تجربة الأشياء حتى تصل إلى النجاح، والتعلم من الفشل، ومحاولة الحفاظ على الموارد، وما إلى ذلك) يضيف إلى إمكانيات مؤسسة ثابتة أخرى، دون تعريض هؤلاء الموظفين للمخاطر أو المسألة المرتبطة عادة بـ فشل رواد الأعمال.
سمة أخرى لرواد الأعمال الداخليين هي شجاعتهم ومرونتهم في التفكير من خارج الصندوق، مما يسمح لهم بالعمل على الأفكار التي قد تغير الاتجاه الاستراتيجي. على الرغم من أن العديد من المدراء يخشون حدوث تغييرات جذرية، إلا أنها غالبًا ما تكون الطريقة الوحيدة لمساعدة الشركات على النمو. ويتجلى ذلك من قبل ويبرو في الهند، وهي شركة خضروات صغيرة انتهى بها الأمر إلى الاستعانة بمصادر خارجية في مجال البرمجيات. مثال آخر هو توني هسيه من Zappos ، الذي بدأ كبائع أحذية تجارية وأصبح الرئيس التنفيذي لشركة Zappos ، التي توسعت لتصبح شركة عبر الإنترنت لتجربة العملاء.
وفقًا لـ Pinchot ،  رواد الأعمال الداخلين هم موظفين وقادة لمنظمات ضخمة وهذا أمر مطابق لرائد الأعمال من حيث التحفيز الذاتي والإبداع والنشاط المؤيد. يدعي Pinchot بالرغم من انه يجب على رواد الأعمال الداخلين ان يكونوا قادة، إلا أنهم يختلفون كثيرًا عن المدراء. هناك حاجة إلى مهارات قيادية قوية لتعززالفرق وإقناع الآخرين بالمتابعة وتنفيذ أفكارهم. مهارات القيادة مهمة أيضًا لدعم اتخاذ القرار السريع في ظل عدم اليقين. على النقيض من ذلك، ينظر المديرون في المخاطر أكثر من القرارات المترددة ويعملون غالبًا ضمن الأنماط المحددة. علاوة على ذلك، يحصل المدراء التقليديون على سلطتهم مما سبق ذكره؛ على النقيض من ذلك، يبدأ رواد الأعمال الداخليين من دون التعرف على نفس الدرجة من القوة.
إن رواد الأعمال الداخليين قادرون على البحث عن الفرص وتشكيلها في ابتكارات عالية الإمكانات من خلال العمل الجماعي والوصول إلى موارد الشركة. تتخذ هذه القدرة الظروف المناسبة للقيادة الجيدة والتواصل والبيئة المناسبة لدعم الإبداع، وهي ضرورية لتحقيق نتائج ريادة الأعمال ). يؤدي الوضع الرابح للجانبين من رائد الأعمال الداخلي إلى فوائد الشركات مثاليًا من قبل البعض. وفقًا لـ Smedley )، لا يعرف سوى عدد قليل من الشركات كيفية تشجيع رواد الأعمال الداخليين. وفيما يلي بعض الأمثلة أدناه.

## أمثلة
واحدة من أكثر الأمثلة المعروفة من روح المبادرة الداخلية هو "الظربان يعمل" المجموعة في شركة لوكهيد مارتن. الفريق كان اسمه في الأصل بعد الإشارة في الكرتون، وكان أول من جمعت في عام 1943 بناء P-80 طائرة مقاتلة. لأن المشروع أن تصبح في نهاية المطاف جزءا من الحرب، كان المشروع داخليا محمية وسرية. كيلي جونسون، في وقت لاحق الشهيرة كيلي 14 قواعد روح المبادرة الداخلية، كان مدير هذه المجموعة.
يمكن أن يكون 3M مثال آخر، وهم الذين يشجعون العديد من المشاريع داخل الشركة. ويمنحون بعض الحرية للموظفين لإنشاء مشاريعهم الخاصة، وحتى يمنحونهم أموالًا لاستخدامها في هذه المشاريع. (في أيام مؤسسيها، اعتادت HP أن يكون لديها سياسات متشابهة ومثل هذه الأجواء الصديقة للابتكار وشهرة لرائد الأعمال الداخلي.) إلى جانب شركة 3M ، تمتلك Intel أيضًا تقاليدها في تنفيذ ريادة الأعمال الداخلية. ومن المعروف أيضًا أن Google رائدة أعمال داخلية ودية، مما يسمح لموظفيها بقضاء ما يصل إلى 20 ٪ من وقتهم في السعي للمشاريع التي يختارونها.
تبحث شركات أخرى مثل Xerox وVirgin وSiemens وMicrosoft أيضًا عن حلول فريدة للترويج لريادة الأعمال في الشركات الخاصة بها، على سبيل المثال من خلال تطوير أقسام بحث وتطوير منفصلة اتبعت Siemens-Nixdorf نهجًا مختلفًا، حيث صممت برنامج لمؤسسة تجارية لمدة عامين لتحويل 300 مديرا إلى رواد أعمال ماهرين في اكتشاف فرص عمل جديدة ذات إمكانايات ملحوظة.
يصف بحث دراسة الحالة الذي أجراه كانتر وريتشاردسون ) «محركات التقدم» كيف شجعت أوهايو-بيل السلوك الريادي الداخلي من خلال تطوير نظام يسمى "Enter-Prize". ظاهريًا، كان البرنامج يتعلق بتوليد الابتداع ولكن التصميم كان ثقافيًا وليس ماليًا.
قاد سيسكو تحدي الابتداع في كل مكان لبناء ثقافة مؤسسة لها في عام 2016. وعرضوا 50.000 دولار نقدا (25,000 دولار البذور، 25، 000 دولار مكافأة) واجازة مدفوعة للفائزين مدتها 3 أشهر. وشملت الثلاثة أفكار المطروحة المؤتمرات المرئية للواقع الافتراضي وعجز التعاقد مع برامج والوسائط الرقمية لتركيبة الإنتاجية.

## التحديات
التحدي الأكبر الذي يواجه رواد الأعمال الداخليين هو التعامل مع «نظام المناعة للشركات».  وهذا التعبير يعني أن الهياكل التنظيمية للشركات مثل البيروقراطية والتسلسل الهرمي والقواعد وما إلى ذلك لا تدعم الثقافة ريادة الأعمال الداخلية. وتكافح العديد من الشركات من أجل تطبيق مفهوم ريادة الأعمال الداخلية في روتيناتها اليومية بسبب المستويات العالية من المهام والجداول الزمنية المحددة التي تعوق موهبة الاكتشاف بالصدفة والاعتراف بالأفكار الجديدة. تم تسليط الضوء أيضًا على المشكلات المتعلقة بجدول زمني محدد للغاية ونقص الوقت والمساحة اللازمة لإنشاء الفكرة في مقال نشرته Sushain Pandit (2015). يسلط كاواساكي (2006) الضوء أيضًا على عدم وجود مكافآت للسلوك الريادي كعامل محبط للبحث عن أفكار جديدة.
الفشل، أو الخوف من الفشل، هو سبب آخر لعدم جعل المؤسسات ريادية إلى حد بعيد. وجد Wladawsky-Berger في عام 2010 أن الشركات تعمل على حماية الموارد من خلال تجنب المخاطر ومعاقبة الفشل. وهذا صدى للإطار الذي اقترحه Ahuja Lampert في عام 2001 الذي يفسر سبب فشل الشركات في تطوير الاختراعات الخارقة. وفقًا للإطار، هناك ميل في الشركات الكبيرة إلى تفضيل التقنيات المألوفة والناضجة، وكذلك البحث عن أفكار جديدة تشبه الحلول الحالية. يقترح المؤلفون الاستثمار في تطوير تقنيات جديدة وناشئة، لأن هذا سيزيد من احتمالية اختراعات ثورية. لكن نموذجهم يفتقر إلى كيفية البناء على الأفكار. على العكس من ذلك، أيرلندا وآخرون. (2009) قدموا نموذجًا يضع تصورًا لاستراتيجية التعليم من أجل المواطنة. ويأخذ نموذجهم ثلاثة عناصر رئيسية في الاعتبار: رؤية ريادة الأعمال والهيكل التنظيمي والسلوك، وكلها تؤثر على بعضها البعض وتكملها. يدعي المؤلفون أنه يجب تكييف هذه العوامل على ثلاثة مستويات: على المستوى التنظيمي، وعلى مستوى كبار المدراء وعلى مستوى الموظفين الآخرين. وهذا يعني أنه لا يمكن أن يملي كبار المدراء إلى مخطط فعال، بل يحرضون عليها فقط. للقيام بذلك، يجب عليهم إنشاء إستراتيجية CE من التفاعلات بين رؤية ريادة الأعمال، والهندسة المعمارية المؤيدة لريادة الأعمال والسلوك الريادي.
ذكر جونز وبتلر (1992) أنه نظرًا للحجم التنظيمي والعمر والوظائف المعقدة، غالبًا ما يتم فصل ريادة الأعمال والإدارة. تؤدي مستويات تحملهم المختلفة للمخاطر (أي أن المديرين يميلون إلى تجنب المخاطر، بينما يعمل رجال الأعمال في ظل ظروف غير مؤكدة) بشكل عام يؤدي المديرون إلى معاقبة الفشل. بالإضافة إلى ذلك، يؤدي الافتقار إلى المكافآت والبيروقراطية إلى ريادة الأعمال الخارجية. وبالتالي، غالبًا ما يستقيل المتدربون من وظائفهم ويقيمون أعمالهم التجارية الخاصة. يدعي Behrens and Patzelt (2015) أنه يمكن منع ذلك عن طريق اختيار المديرين ذوي الخبرة الفاشلة في وظائفهم السابقة. يقترح Smedley (2013) أيضًا أن إنشاء هيكل للأفكار الجديدة يعتمد على الخبرة والموقف الشخصي للمديرين. يقدم مثالاً على SAP ، وهي شركة تدعي أنها تحتفل بالفشل. إحدى الطرق المعترف بها لتحقيق ذلك هي من خلال جلسة «أتمنى / أحب الدورة»: تعترف عبارات «أحب» بالمشاريع الجديدة، في حين تنظر عبارات «أتمنى» في كيفية عمل الأشياء بطريقة مختلفة.

## التعرف على رواد الأعمال الداخليين
ولإبداع في كثير من الأحيان تبقى مخفية وغير المعترف بها لأنها غالبا ما عرض السلوك يتعارض مع ما يعتبر «الشركات». أكسنتشر  الدول التي تقر ودعم والإبداع هو التحدي الأكبر القيادة الريادية. ومع ذلك، سينها & سريفاستافا  قد يكون حلا. سينها & سريفاستافا هو  دراسة وتقييم العوامل الشخصية مثل الانبساط العمل القيم مثل الحاجة إلى التحفيز الفكري والإبداع؛ العوامل الاجتماعية-الثقافية مثل الفردية والسلطة المسافة العلاقة بين هذه العوامل المؤسسة Intrapreneurial التوجه (إلى أي مدى عمل الموظفين في المبادرة نحو داخل مكان العمل). نتائج الدراسة تشير إلى وجود علاقة قوية بين هذه العوامل الشخصية والمؤسسة Intrapreneurial التوجه. عمليا هذا يعني أن المنظمات يمكن أن تؤثر على Intrapreneurial التوجه من خلال اختيار في التوظيف من خلال التدريب المستمر والتنمية.

## لماذا تعتبر ريادة الأعمال الداخلية قضية معاصرة وكيف يطبق الممارسون المعرفة؟
ريادة الأعمال الداخلية هي قضية معاصرة ذات صلة ملحة لمديري الشركات. استنتج Antoncic و Hisrich  أن التنظيم الداخلي له تأثير إيجابي على النمو التنظيمي والربحية. وبالتالي، فإن المنظمات التي تبني الهياكل وتدمج القيم لدعم الريادة في الأعمال تكون أكثر عرضة للتوجه داخل البينية، ومن المرجح أن تنمو أكثر من المنظمات ذات التوجه البيني البيني المنخفض. إن المؤسسات داخل المؤسسات أكثر ابتكارا، فهي تجدد باستمرار ويؤدي هذا النهج الاستباقي إلى مغامرة الأعمال الجديدة. تشير النتائج التي توصلوا إليها إلى أن ريادة الأعمال الداخلية يمكن أن تكون مفيدة بشكل خاص للاقتصادات التي تمر بمرحلة انتقالية.
تجد Antoncic & Hisrich  أن الاتصالات المفتوحة ذات الجودة العالية مع الهيكل الرسمي والمدعومة بالمسح البيئي ودعم الإدارة ستساعد الشركة في زيادة الداخلية. Barringer at al  يدعم هذا التأكيد ويصف العلاقة بين ريادة الأعمال والإدارة الاستراتيجية. ووجدوا أن المتغيرات التالية يمكن أن تؤثر على المنظمة: كثافة البحث، مرونة التخطيط، أفق التخطيط، سمات التخطيط والتحكم. يدعم استبيان ماكينزي  وجهة النظر القائلة بأن المنظمات التي لديها عملية رسمية تبلغ عن معدلات نجاح أعلى.
بشكل عام، يعتمد النهج الأكاديمي على ريادة الأعمال الداخلية في الغالب على إعادة التنظيم على نطاق الشركة لتعزيز رعاية ريادة الأعمال الداخلية. على النقيض من ذلك، غالبًا ما يكون رأي الشركة أن الابتكار هو الوسيلة وليس النهاية. هذا موصوف في Capozzi et al.  حيث يتم تحديد محرك الابتكار على أنه الحاجة الإستراتيجية لتنمية الأعمال الأساسية. وبالتالي، غالبًا ما يكون هناك اختلاف في المفردات المستخدمة مع الأكاديميين الذين يفضلون ريادة الأعمال الداخلية والممارسين الذين يتحدثون عن الابتكار.
المدراء الممارسون الذين يتطلعون إلى زيادة التوجه داخل الشركات في منظمتهم، أو قدرة منظمتهم على الابتكار يمكن أن يتعرفوا على «نموذج جديد للابتكار» لـ Altringer  ؛ هذا يعتمد على رواد الأعمال الناجحين تسهيل جلسات الابتكار. يعتمد هذا النهج العملي على التدخلات في الوقت المناسب لتوليد أفكار مبتكرة، بدلاً من تغيير ثقافي على مستوى الشركة يتطلب إعادة تصميم تنظيمي. نهج آخر لسد الفجوة بين الممارسين والأوساط الأكاديمية هو النموذج الذي اقترحه أنتوني وآخرون.  يعد نظام الحد الأدنى من الابتكار القابل للتطبيق (MVIS) محاولة لأخذ جوهر النماذج الأكاديمية وبيان كيف يمكن للمؤسسات تنفيذ MVIS في غضون 90 يومًا

## كيفية تطوير رواد الأعمال الداخليين؟
مع زيادة التعاون، تؤدي القدرة على التعاون إلى التعلم التنظيمي اخيرا كجزء من عمليات العمل غير الروتينية. لا تعمل العديد من الشركات على تمكين المديرين فحسب، بل تمكن الموظفين أيضًا من أن يصبحوا أكثر ابتكارًا ومرونة حتى في سياق أنشطتهم اليومية ومهامهم الروتينية. من خلال التمكين، يصبح الموظفون مالكين لمهامهم. يوصف على صورة أكبر هو مفهوم بناء الهوية. وبعبارة أخرى، يحتاج الموظفون إلى فرص لاتخاذ قرارات مستنيرة. يجب عليهم قبول المسؤولية الشخصية عن أفعالهم وعواقبها كما يفعل رواد الأعمال التقليديون عبر الأسواق.
لخلق قيمة متكبدة من خلال بناء الريادة الداخلية في المنظمة، ومن الضروري التزام الإدارة القوي. إدارة الشركة مسؤولة في نهاية المطاف عن توفير الظروف التي تسهل السلوك الفردي داخل الشركات بهدف فتح عقول الموظف (انظر أيضًا ثقافة الابتكار المفتوح).
جورج Kliavkoff (الرئيس MGM)، ويعتقد ان الثقافة والإبداع تأتي من ثلاثة مفاهيم أساسية هي: السلطة التنفيذية، والهيكل الإبداعي، ورأس المال الصبور. السلطة التنفيذية تعني أن لديك دعم من الابتكار من أعلى إلى أسفل المنظمة.